# Lucile Randon
Lucile Randon (Alès, 11 de febrero de 1904-Tolón, 17 de enero de 2023),conocida como Hermana André ("Sœur" André), fue una monja y supercentenaria francesa. Es la cuarta persona más anciana de todos los tiempos. 
El 19 de abril de 2022 se convirtió en la persona viva más longeva del mundo tras la muerte de Kane Tanaka a los 119 años de edad. Anteriormente fue validada como la persona viva más longeva en Francia desde que el 19 de octubre de 2017 falleció Honorine Rondello. También fue la segunda persona europea más longeva de todos los tiempos, detrás de Jeanne Calment. Asimismo, fue una de las únicas cuatro personas en la historia en haber alcanzado los 118 años documentados de edad, junto a Calment, Tanaka y la estadounidense Sarah Knauss (estas tres alcanzaron también, al menos, los 119 años). Fue también la última persona viva nacida en 1904 y antes de 1907.

## Biografía

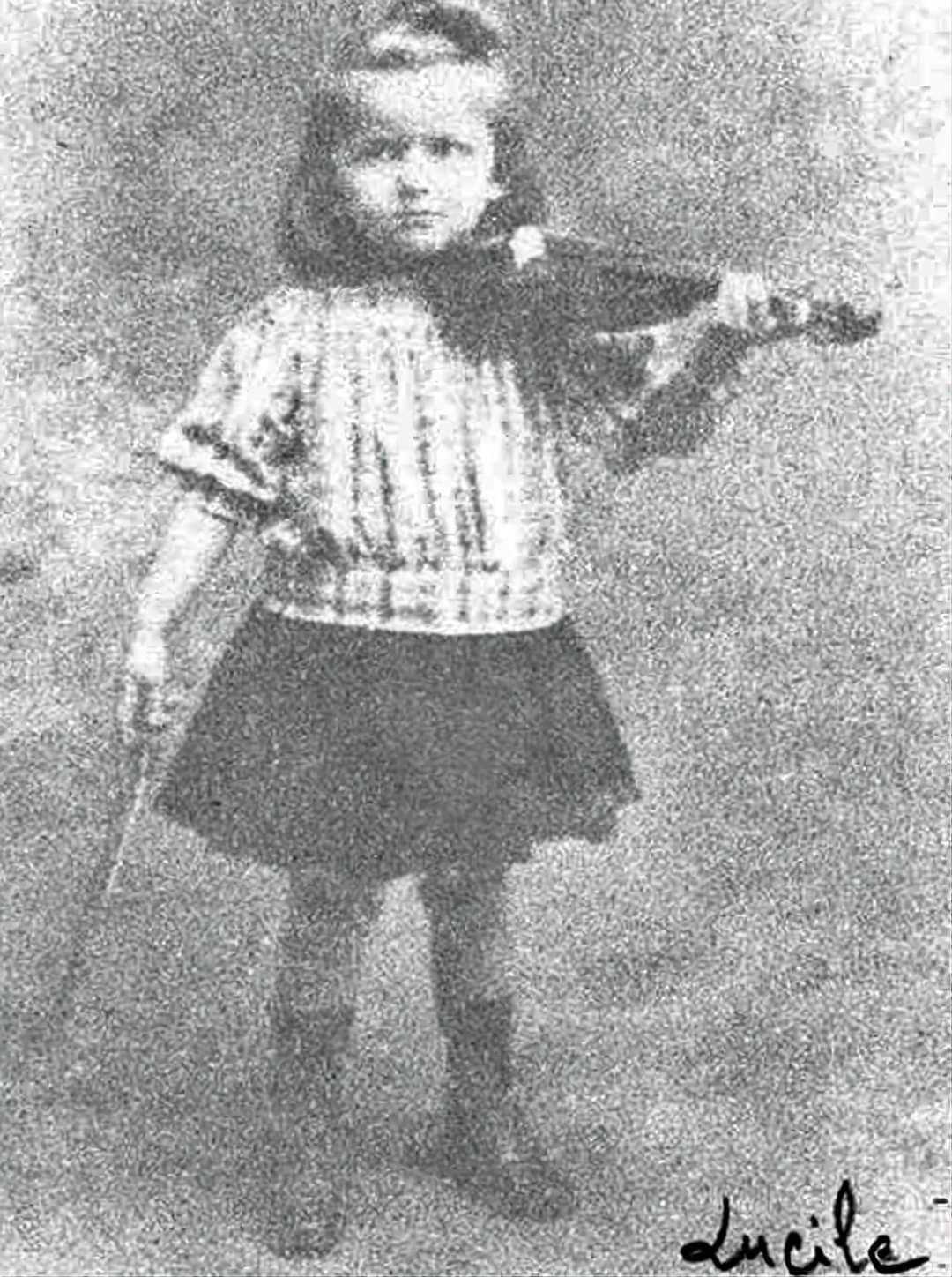
Randon de niña, años c. 1900.

Era hija de Paul Randon, profesor de la escuela primaria superior de Alès, nacido el 17 de junio de 1866 en Sainte-Croix-Vallée-Française, y Alphonse Delphine Yéta Soutoul, nacida alrededor de 1871. Tuvo una hermana gemela, Lydie, que murió el 4 de agosto de 1905 en Alès, a la edad de un año. 
En 1915, Lucile Randon se unió a su hermano André (nacido en 1892 en Saint-Hippolyte-du-Fort) en Houdan (luego en Seine-et-Oise), donde fue juez de paz.
En 1916 se convirtió en institutriz de tres niños en Marsella, en casa de un médico. En 1920 estuvo en Versalles como maestra con la familia Peugeot. En 1922 se unió a otra familia como institutriz y maestra durante catorce años. 
En 1923, después de haber completado su catecumenado en el Cenáculo de París, recibió el bautismo y la comunión allí.  
En 1944 ingresó en la casa de las Hijas de la Caridad para hacer su noviciado, en la calle du Bac de París. 
En 1945 fue en una misión al hospital de Vichy para atender a cuarenta huérfanos y ancianos, donde permaneció durante veintiocho años. Luego, en 1963, fue enviada a La Baume-d'Hostun en Drôme para hacer guardias nocturnas. 
En 1979 ingresó en el Centro de alojamiento para personas mayores dependientes en Le Marche en Saboya, donde pasó treinta años.  
En 2009 llegó a Tolón y entró en la residencia para la tercera edad EHPAD Sainte-Catherine Labouré, a la edad de 105 años.
El 13 de julio de 2017, tras el fallecimiento de Marie-Josephine Gaudette, se convirtió en la monja más longeva del mundo.
Cuando Honorine Rondello falleció el 19 de octubre de 2017, se convirtió en la decana oficial de Francia. Sin embargo, Tava Colo, nacida supuestamente el 22 de diciembre de 1902 en Mayotte según el registro de cadís locales, sería mayor, pero su certificado de nacimiento no fue escrito por funcionarios sino por religiosos bajo la autoridad colonial. No está oficialmente aprobado.
El 25 de marzo de 2019, Lucile Randon se convirtió en la segunda persona francesa más longeva de todos los tiempos cuya edad se reconoce oficialmente, detrás de Jeanne Calment, de 122 años. El 18 de junio de 2019, después de la muerte de la italiana Maria Giuseppa Robucci, también se convirtió en la decana de Europa y la segunda persona viva más longeva del mundo cuya edad se valida oficialmente, detrás de la japonesa Kane Tanaka. Ella fue, por lo tanto, vicedecana de la Humanidad. Finalmente, desde el 11 de febrero de 2020, también fue la única persona francesa, con Jeanne Calment, que ha alcanzado la edad de 116 años.
El 23 de enero del 2021 alcanzó la edad de la ecuatoriana María Heredia Lecaro, de 116 años y 347 días, y se convirtió en la décima persona más longeva del mundo.
El 10 de marzo de 2021 alcanzó la edad de la japonesa Misao Okawa, de 117 años y 27 días, y se convirtió en la novena persona  más longeva del mundo.
El 3 de mayo de 2021 alcanzó la edad de la japonesa Chiyo Miyako, de 117 años y 81 días, y se convirtió en la octava persona más longeva del mundo. 
El 28 de junio de 2021 alcanzó la edad de la italiana Emma Morano, de 117 años y 137 días, y se convirtió en la séptima persona más longeva del mundo.
El 19 de agosto de 2021 alcanzó la edad de la jamaicana Violet Brown, de 117 años y 189 días, y se convirtió en la sexta persona más longeva del mundo.
El 29 de septiembre de 2021 alcanzó la edad de la canadiense Marie Louise Meilleur, de 117 años y 230 días, y se convirtió en la quinta persona más longeva del mundo.
El 29 de octubre de 2021 alcanzó la edad de la japonesa Nabi Tajima, de 117 años y 260 días, y se convirtió en la cuarta persona más longeva del mundo.
El 3 de noviembre de 2021 se convirtió en la cuarta persona de la historia en alcanzar los 43.000 días (117 años y 265 días) de vida.
El 16 de enero de 2021, Randon dio positivo por COVID-19 durante un brote por el que 53 de los 90 residentes de su casa de retiro estuvieron infectados con el virus. Randon se mantuvo aislada en su habitación y no sufrió ningún síntoma más que sentirse cansada. El 8 de febrero, pocos días antes de cumplir 117 años, se informó de que se había recuperado, convirtiéndose en la sobreviviente del virus más longeva. Cuando un periodista le preguntó si tenía miedo de tener COVID-19, respondió: "No, no tenía miedo, porque no tenía miedo de morir".
El 11 de febrero de 2022 se convierte en la cuarta persona de la historia en llegar a los 118 años y la segunda del siglo XXI.
Tras la muerte de la japonesa Kane Tanaka el 19 de abril del 2022, Lucile Randon se convierte en la persona viva más anciana del mundo.
Tras la muerte de Tekla Juniewicz el 19 de agosto de 2022, se convirtió en la última persona nacida antes de 1907.
Tras la muerte de Juliette Bilde el 13 de diciembre de 2022, Lucile Randon se convirtió en la última francesa sobreviviente conocida nacida en la década de 1900.
Lucile Randon murió el 17 de enero de 2023, a la edad de 118 años.